# Karmazynowa noc
Karmazynowa noc – utwór muzyczny polskiej piosenkarki Izabeli Trojanowskiej, umieszczony na jej drugim albumie studyjnym pt. Układy z 1982. Piosenkę napisali Andrzej Mogielnicki i Wojciech Trzciński.
Utwór dotarł do pierwszego miejsca Listy przebojów Programu Trzeciego.